# Мария Звиезда
Абатство „Мария Звиезда“ (на босненски: Марија Звијезда; на немски: Mariastern) е трапистко абатство до град Баня Лука, Босна и Херцеговина. Абатството е част от Ордена на цистерцианците на строгото спазване.

## История
През 1869 г. група от 7 монаси от немското абатство Мариавалд пристига в Баня Лука и основава трапистко абатство „Мария Звиезда“.
До Първата световна война абатството процъфтява: монашеското братство се състои от около 200 души монаси, които се занимават със земеделие, откриват занаятчийско училище, пивоварна за производство на „трапистичко пиво“, произвеждат сирене „Трапист“.
След края на Втората световна война, през 1945 г., немските монаси са прогонени от манастира заедно със своя абат и намират подслон в австрийското трапистко абатство Енгелсцел. Абатската пивоварната е национализирана.
След земетресението в Баня Лука през 1969 г., голяма част от трапистките монаси се местят в манастира в хърватския град Клоштар Иванич. Там остават до 1977 г. когато се завръщат в обновеното абатство.

## Трапистка бира
Пивоварната е построена през 1875 г. През 1881 г. са произведени 547 хектолитра бира, като количеството достига до 50 000 хектолитра през 1898 г., за да падне до 6000 хектолитра през 1907 г. Първоначално монасите започват варенето на бира само за свои собствени нужди в близко до манастира село, а след това производството се увеличава и бирата са продава с марката "Trapisticko pivo". Бирата е с долна ферментация, тип лагер, тъй като първите пивовари са немци, а и за производството се използват немски и чешки съоръжения, използвани в пивоварната.
През 1889 г. монасите модернизират пивоварната и новите съоръжения са инсталирани от чешки инженери. По време на Втората световна война, хърватското правителство поема контрола на пивоварната, а след това, няколко години по-късно, след края на войната, тя е национализирана от югославското правителство и става основа на днешната босненска пивоварна „Банялучка пивара“. 

## Трапистко сирене
В абатството вече повече от 130 години се произвежда известното полутвърдо сирене „Трапист“. Производството му започва през 1882 г. Сиренето се прави по стара рецепта, която се знае само от 2 монаси. За производството се използва пълномаслено краве мляко, което се обработва веднага след доенето. Сиренето е с жълтеникав цвят, не е лепкаво и се реже лесно. Има специфичен мек аромат на мляко и сладък вкус. Ежедневно се обработват 900 л. мляко, от които в края на процеса, след минимум 90 дни срок на узряване се получават около 90 пити сирене, всяка с тегло около 1,5 – 2 кг.
През 2008 г. абатството започва съвместно сътрудничество със земеделската кооперация „Ливац“, която доставя млякото за сиренето. Сиренето „Трапист“ има утвърдени пазари в Босна и Херцеговина, Хърватия и Сърбия. През 2010 г., независимо от трудностите и кризата, производството е нараснало с около 30 %.